# Aleochara notula
Aleochara notula är en skalbaggsart som beskrevs av Wilhelm Ferdinand Erichson 1839. Aleochara notula ingår i släktet Aleochara och familjen kortvingar. Inga underarter finns listade i Catalogue of Life.